# Palla (indumento)

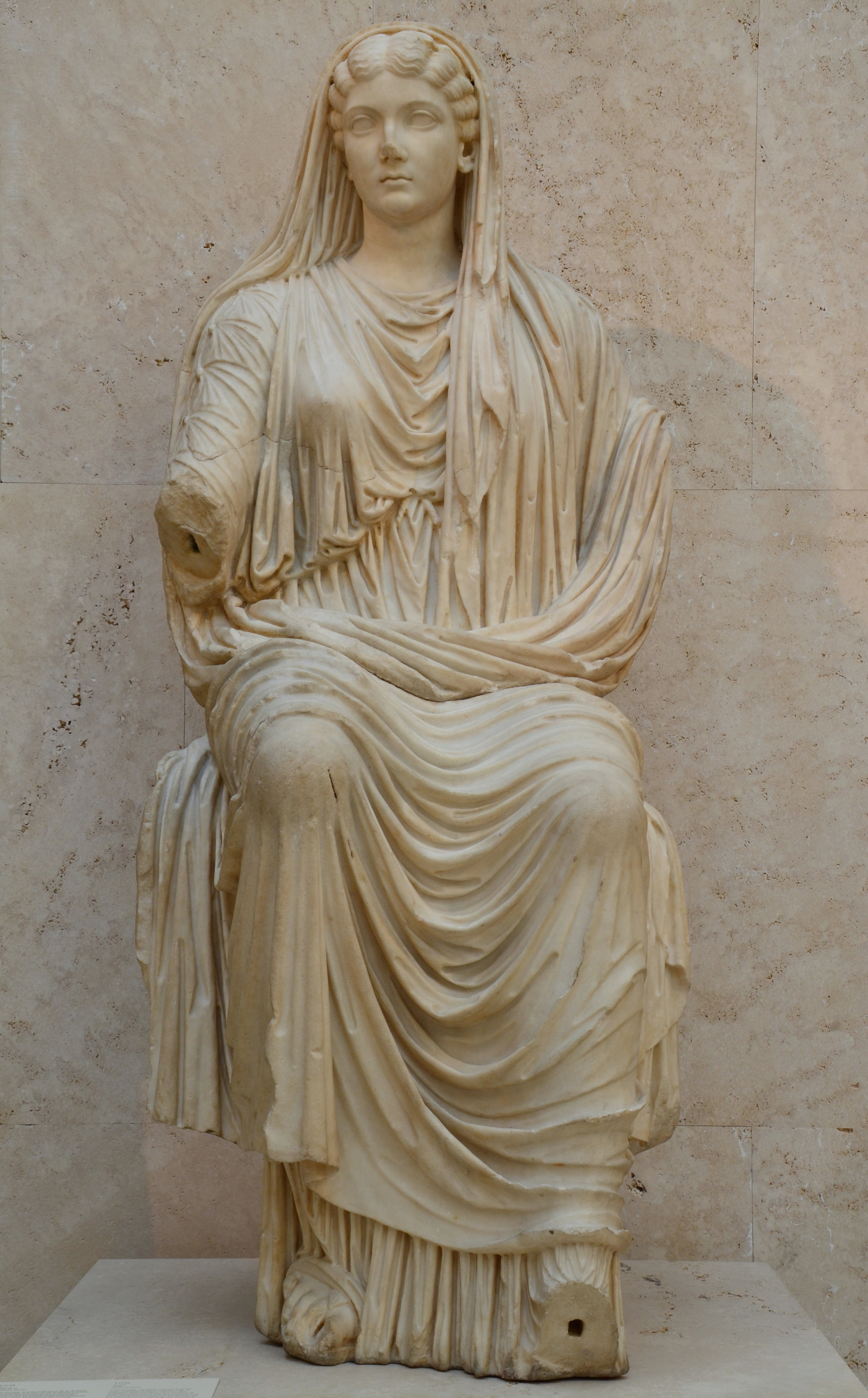
Statua di Giulia Augusta databile fra il 14-19, ritratta vestendo sia la palla che la stola, esposta al Museo Archeologico Nazionale di Madrid.

La palla era un indumento utilizzato prevalentemente dalle donne romane patrizie.
Consisteva in un mantello ampio e rettangolare, lungo fino ai piedi e fissato con una o più spille, che esse indossavano sopra la stola uscendo di casa; un lembo di questo poteva anche allungarsi sulla testa, a discrezione della portatrice.
Venne adottato in Roma a partire dalla definitiva conquista e annessione della Magna Grecia, avvenuta fra il 274 e il 266 a.C. a opera degli eserciti della Repubblica.